# 上牧車站 (群馬縣)
上牧站（日语：／ Kamimoku Eki */?）是位於群马县利根郡水上町，屬於東日本旅客鐵道（JR東日本）的鐵路車站。

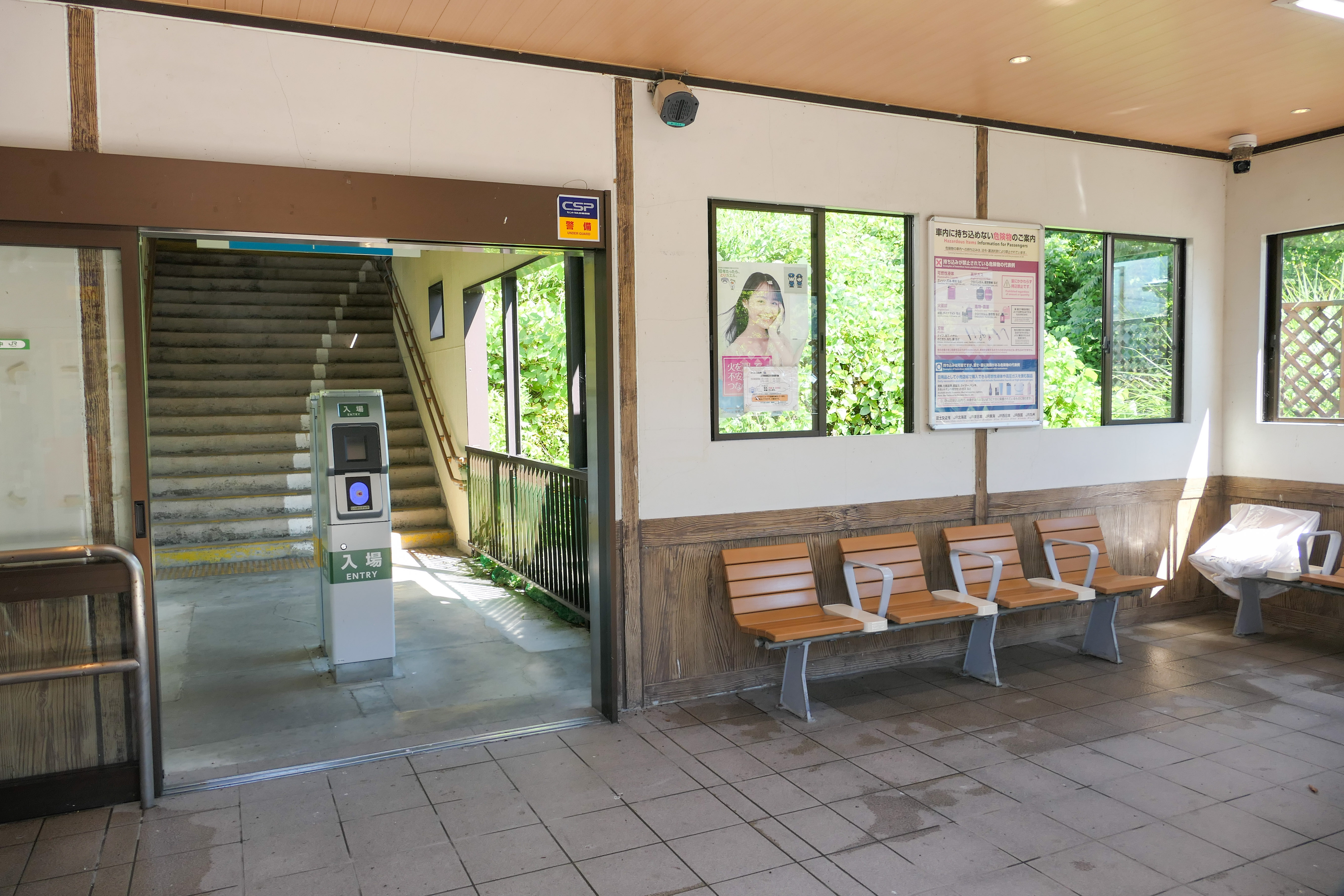
車站內部與驗票口(2024年8月)

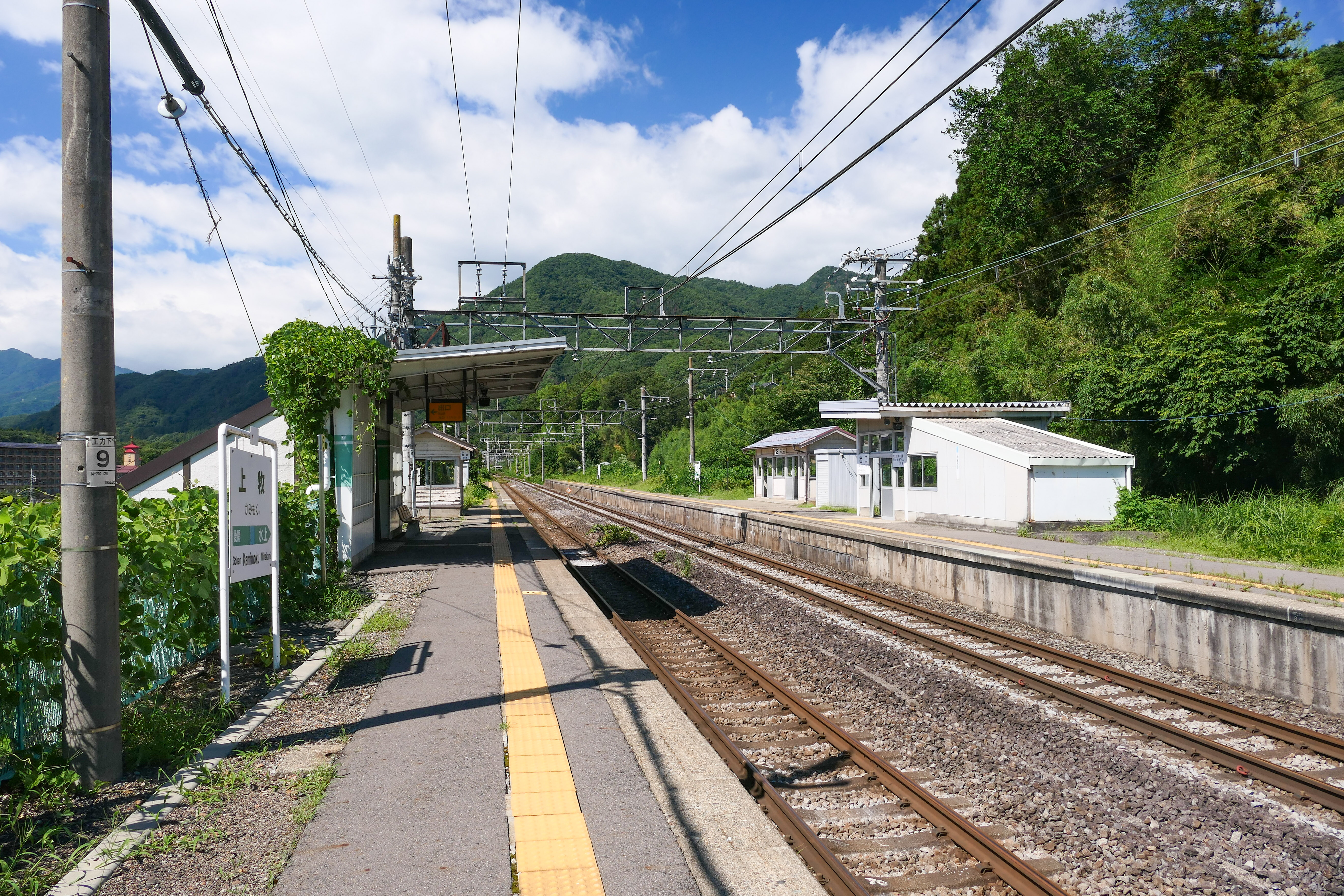
月台(2024年8月)

## 车站构造
本站為設有相对式2面2线的地面車站。

### 月台配置
| 月台 | 路線    | 方向 | 目的地           |
| ---- | ------- | ---- | ---------------- |
| 1    | ■上越線 | 上行 | 新前橋、高崎方向 |
| 2    | ■上越線 | 下行 | 水上方向         |

（來源：JR東日本:車站構內圖 （页面存档备份，存于））

## 历史
- 1928年10月30日：上越南線由後閑站伸延至水上站，本站作為中途站開業[1]。
- 1985年6月3日：改为简易委托站。
- 1987年4月1日：由于国铁分割民营化，成为JR东日本的车站。
- 2007年6月1日：停止简易委托、无人化。
- 2009年3月14日：开始可以使用Suica。

## 使用情況
根據群馬縣統計年鑑，1日平均上車人次如下表。
| 年度   | 一日平均 上車人次 |
| ------ | ----------------- |
| 2000年 | 201               |
| 2001年 | 198               |
| 2002年 | 177               |
| 2003年 | 173               |
| 2004年 | 185               |
| 2005年 | 186               |
| 2006年 | 177               |
| 2007年 | 132               |
| 2008年 | 126               |
| 2009年 | 147               |
| 2010年 | 145               |
| 2011年 | 127               |

## 相鄰車站
東日本旅客鐵道
■上越線
後閑－上牧－水上

## 外部連結
- 車站資訊（上牧）：東日本旅客鐵道